# Gymnázium Rechavja
Gymnázium Rechavja, oficiálním názvem Hebrejské gymnázium v Jeruzalémě (hebrejsky הגמנסיה העברית בירושלים‎) je střední škola nacházející se v jeruzalémské čtvrti Rechavja v Izraeli. Jde o v pořadí druhou moderní židovskou střední školu založenou na území dnešního Izraele, V roce 1927/8 se škola přestěhovala na její současné místo do ulice ha-Keren ha-kajemet le-Jisra'el. Mezi její zakladatele a první učitele patřili pozdější izraelský prezident Jicchak Ben Cvi a jeho manželka Rachel Jana'it.
V červenci 2009 škola oslavila sto let od svého založení a oslav se zúčastnila řada osobností, včetně prezidenta Šimona Perese.

## Slavní absolventi

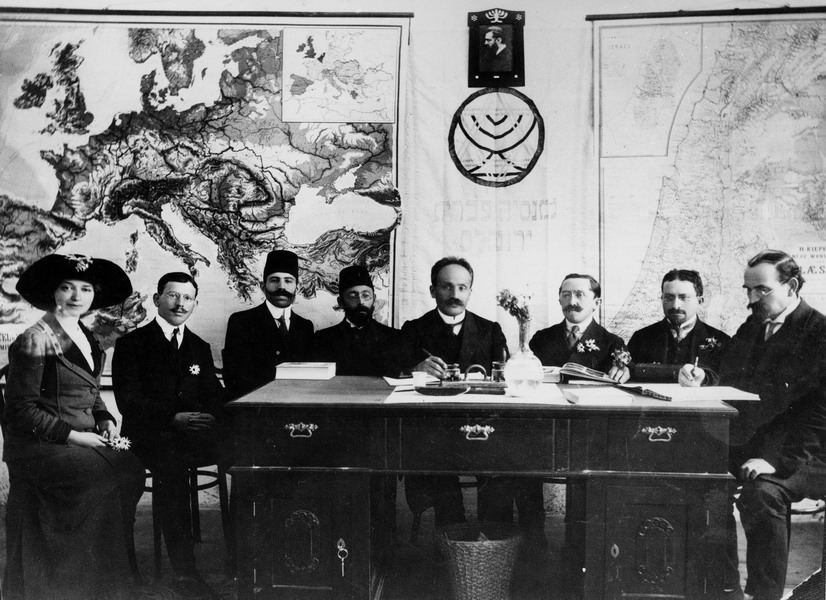
Pedagogický sbor v roce 1913

Na gymnáziu Rechavja studovala řada předních osobností Izraele; spisovatelé, soudci, poslanci, ministři, generálové, prezidenti, aj. Mezi ně patří:
- Na'omi Ben Ami – ředitelka Liškat ha-kešer
- Trude Dotanová – archeoložka
- Efrajim Kacir – vědec, izraelský prezident
- Dan Meridor – politik, ministr
- Salaj Meridor – velvyslanec v USA
- Uzi Narkis – generál, velitel centrálního velitelství Izraelských obranných sil (IOS)
- Jonatan Netanjahu – voják, národní hrdina, padl během operace Entebbe
- Amos Oz – spisovatel
- Re'uven Rivlin – izraelský prezident
- Nachman Šaj – novinář, politik, mluvčí IOS
- Matan Vilnaj – generál, velitel jižního velitelství IOS, ministr
- Jigael Jadin – náčelník Generálního štábu IOS, politik, místopředseda vlády
- Avraham B. Jehošua – spisovatel
- Rechav'am Ze'evi – generál, politik, ministr